# Три стигмати Палмера Елдритча
«Три стигмати Палмера Елдритча» (англ. The Three Stigmata of Palmer Eldritch) — науково-фантастичний роман американського письменника Філіпа Діка 1964 року. У 1965 році він був номінований на премію «Неб'юла» за найкращий роман. Як і багато інших романів Діка, він використовує низку концепцій наукової фантастики та досліджує неоднозначне ковзання між реальністю та нереальністю. Це одна з перших робіт Діка, присвячена релігійним темам.
Дія роману відбувається в майбутньому 2016 році, коли людство колонізувало всі придатні для життя планети та місяці Сонячної системи. Щоб впоратися з важким життям далеко від Землі, колоністи покладаються на нелегальний галюциноген Can-D, який таємно поширює глава корпорації Лео Булеро. Нова напруженість виникає через чутки про те, що дослідник-торговець Палмер Елдрітч повернувся з експедиції з новим інопланетним галюциногеном, щоб конкурувати з Can-D.

## Короткий зміст сюжету
Історія починається у світі майбутнього, де глобальна температура піднялася настільки високо, що на більшій частині планети небезпечно перебувати на вулиці без спеціального охолоджувального спорядження у світлий час доби. У відчайдушній спробі зберегти людство та полегшити демографічний тягар на Землі, ООН ініціювала «проект» колонізації сусідніх планет, де умови настільки жахливі та примітивні, що мимовільні колоністи стають жертвами форми ескапізму, пов'язаної з вживанням забороненого наркотику (Can-D) у поєднанні з «макетами». Макети — це фізичний реквізит, призначений для імітації такої собі альтернативної реальності, де життя легше, ніж похмуре існування колоністів у їхніх маргінальних колоніях за межами планети, або навіть на Землі, де глобальне потепління прогресувало настільки, що Антарктида стала головною курортною територією. Нелегальний наркотик Can-D дозволяє людям «ділитися» своїм досвідом з «Перкі Пат» (ім'я головної героїні симулятора). Цей «обмін» спричинив появу псевдорелігійного культу або низки культів навколо макетів і вживання наркотику.
До моменту початку роману нью-йоркська компанія Perky Pat (або P.P.) Layouts, Inc. мала монополію на цей продукт, а також на нелегальну торгівлю наркотиком Can-D, який уможливлює спільні галюцинації.
Роман починається невдовзі після того, як Барні Майерсон, провідний спеціаліст PP Layouts, отримав «повідомлення про призов» від ООН щодо примусового переселення як колоніста на Марс. але не може примиритися з розлученням, яке він сам ініціював, зі своєю першою дружиною Емілі, художницею керамічних горщиків. Тим часом другий чоловік Емілі намагається продати її дизайни горщиків компанії P.P. Layouts як можливі аксесуари для віртуальних світів Перкі Пета, але Барні, впізнавши в них роботи Емілі, зі злості відкидає їх.
Тим часом ООН рятує корабель Палмера Елдріча від аварії на Плутоні. Лео Булеро, голова PP Layouts і «розвинена» людина (мається на увазі людина, яка пройшла дороге генетичне лікування німецьким «лікарем», яке має підштовхнути клієнта «вперед» в еволюційному масштабі та призведе до грубих фізичних, а також ментальні модифікації), доходять чутки про те, що Елдріч виявив інопланетний галюциноген у системі Prox із властивостями, подібними до Can-D, і що він планує продати його як «Chew-Z» зі схвалення ООН, на позаземних колоніях. Однак Chew-Z не потребує підтримки зовнішніх макетів і, здається, має певні невизначені якості, які роблять використання Chew-Z ще більш залежним, ніж Can-D. Це фактично знищило б потребу в P.P. макетах. Булеро намагається зв'язатися з Елдрічем, але той перебуває на карантині в лікарні ООН. І Майерсон, і Ф'югейт передчувають, що Булеро буде відповідальним за вбивство Елдріча.
Під виглядом репортера Булеро їде в маєток Елдрітча на Місяці, де Елдрітч проводить прес-конференцію. Булеро викрадають і змушують прийняти Chew-Z внутрішньовенно. Він потрапляє в психічний підземний світ, над яким він і Елдріч, здається, мають певний контроль. Після суперечок про справи з Елдрічем Булеро відправляється на те, що, здається, є Землею в якийсь час у не надто віддаленому майбутньому. Розвинуті люди ідентифікують його як привида та показують йому пам'ятник самому собі в пам'ять про його роль у смерті Елдріча, «ворога Сонячної системи».
Булеро повертається на Землю і звільняє Майєрсона, бо той побоявся летіти на Місяць, щоб врятувати його. У відчаї Майерсон погоджується на призов ООН на Марс, але Булеро вербує його як подвійного агента. Майерсон має вколоти собі токсин після вживання Chew-Z, щоб обдурити ООН і змусити їх заборонити Chew-Z, вважаючи його шкідливим.
На Марсі Майерсон купує трохи Chew-Z у Елдріча, який з'являється в голографічній формі. Майерсон намагається уявити собі світ, де він все ще перебуває з Емілі, але виявляє, що не контролює свою явну галюцинацію. Як і Булеро, він опиняється в майбутньому. Майерсон прибуває до Нью-Йорка через два роки, де він розмовляє з Булеро, Фугейтом і своїм майбутнім «я» про смерть Палмера Елдріча.
Він також стикається з декількома проявами Елдріч, які можна впізнати за роботизованою правою рукою, штучними очима та сталевими зубами. Елдрич пропонує допомогти Майерсону стати тим, ким той захоче, але він настільки контролює альтернативну реальність Chew-Z, що Майерсон зрештою вирішує, що краще померти, ніж продовжувати бути об'єктом маніпуляцій з боку Елдрича. Коли зневірений Мейєрсон обирає смерть, він опиняється в тілі Елдрича саме в той момент, коли Булеро готовий випустити торпеду в корабель Елдрича. Схоже, що план Елдрича полягає в тому, щоб зберегти власну життєву сутність в тілі Мейєрсона, дозволивши самому Мейєрсону померти замість Елдрича. Елдрич, тим часом, має намір жити далі в тілі Майєрсона і насолоджуватися простим, але важким життям марсіанського колоніста. Майєрсон, застрягши в тілі Елдріча і прийнятий за нього, справді ледь не гине від руки Булеро в найближчому майбутньому, але перед тим, як пролунає фатальний постріл, його пробуджує від трансу Chew-Z в теперішньому часі Булеро, який щойно прибув на Марс.
Булеро готовий забрати Майєрсона на Землю, але відмовляється після того, як дізнається, що Майєрсон не вводив собі токсин. Тепер Мейєрсон впевнений, що Булеро вб'є Елдрича, тому жертвувати токсином заради того, щоб зруйнувати бізнес Елдрича, не варто, але він не намагається переконати в цьому Булеро. Пізніше Майерсон обговорює свій досвід з неохристиянським колоністом, і вони доходять висновку, що або Елдрич став богом у системі Prox, або якась богоподібна істота зайняла його місце. Майєрсон переконаний, що якийсь аспект Елдрича все ще перебуває в ньому, і що, оскільки він відмовляється знову забрати Chew-Z, саме Елдрич буде вбитий Булеро в найближчому майбутньому; Майєрсон наполовину змирився, наполовину сподівається взяти на себе життя марсіанського колоніста без права на відстрочку. Мейєрсон розглядає можливість того, що Елдрич є тим, кого люди завжди вважали богом, але ворожим, або, можливо, просто нижчим аспектом більшого і кращого бога.
Роман має неоднозначний кінець, коли Булеро повертається до Землі, і очевидне поширення «стигматів» тіла кіборга Елдрича, що може означати, що Булеро все ще в пастці галюцинаторного домену Елдріча, або що Chew-Z стає все більш популярним серед землян і Марсіанські колоністи.

## Матеріал, використаний з попередньої роботи
- Продукти Perky Pat і Connie Companion були представлені в романі «Дні Веселого Пата», опублікованому в 1963 році. Однак роман не є продовженням (наприклад, «Що говорять мерці» та роман «Убік») чи розширенням (наприклад, повість і пізніше роман «Молот Вулкана») більш раннього та коротшого твору.
- На початку глави 3 згадується «… друкарі, форми життя Білтонґ…», взяті з оповідання «Заплатіть за друк», опублікованого в 1956 році.
- Передбачення як загальноприйняте покликання займає важливе місце в сюжеті оповідання Діка «Звіт меншості» (вперше опублікованого в 1956 році) і в його романі 1970 року «Наші друзі з Фролікса 8».

## Рецензії та спадок
Альгіс Будріс з Galaxy Science Fiction описав роман як «важливу, чудово керовану, гладко створену книгу, яка перекрутить ваш розум, якщо ви дасте їй найменший шанс це зробити». Він високо оцінив досягнення Діка, сказавши, що «все творіння резонує на дотик єдиного нинішнього письменника-фантаста, який міг це зробити», і охарактеризував результат як «дотепний, іноді легковажний і завжди захоплюючий твір фантастики». Пізніше Будріс назвав книгу найкращим науково-фантастичним романом свого першого року роботи рецензентом журналу, повідомивши, що інші «називають це якоюсь напівсвідомою невдачею».
Письменник-фантаст Чайна М'євіль назвав цю книгу однією зі своїх найкращих фантастичних книг усіх часів, сказавши: «Це нестерпно, коли доводиться обирати лише один твір Діка — він є видатною постаттю в науковій фантастиці. Зрештою, я зупинився на „Стигматах“, бо пам'ятаю, як почувався, коли поклав їх на місце. Порожній і побитий. Я продовжував думати: „Це все. З нею покінчено. З літературою покінчено“».
У ретроспективному огляді 2003 року автор наукової фантастики та фентезі Майкл Муркок розкритикував «Три стигмати Палмера Елдритча» як тематично «непослідовну», скаржачись на відсутність у Діка «ідіосинкратичної структури чи стилю».